# 松本充治
松本 充治（まつもと みちはる、1958年 - ）は、日本のモータージャーナリスト。兵庫県出身。早稲田大学卒。

## 略歴
会社員を経て、1984年に東京タイムズに入社し、校閲部、文化部記者を歴任する。1986年にフリーランスライターとして独立し小学館の「TOUCH」(現在休刊)、「週刊ポスト」の契約取材記者として数多くの事件を取材する。その後は、趣味であるバイクのジャンルに活動を広げ、「月刊アウトライダー」のライターとして参加。1988年には日本人唯一のISDEライダー、トシ・ニシヤマに同行取材する。1996年にはオフロードバイクの魅力や活動を紹介する自身の活動拠点「オンザロード」を創設。2000年にはBMW・GSを中心としたクロスカントリー系ビッグオフロード愛好家の集まりとして「GSバカミーティング」を主宰。2006年にはビッグオフパイロットの経験を生かしてビッグオフビギナーを対象とした「ビッグオフガイドツーリング」を主催する。